# Fille qui mousse
Fille qui mousse est un groupe de rock expérimental français, originaire de Paris.

## Biographie
Le groupe est formé au début des années 1970 à Paris par l'artiste Henri-Jean Enu, composé de Daniel Hoffmann, Dominique et Jean-Pierre Lentin, Léo Sab et François Guildon, Davantage collectif musical politiquement engagé qu'un véritable groupe au sens habituel du terme, Fille qui mousse a fréquemment été rapproché du Krautrock et de groupes allemands comme Faust.
En 1971, le groupe enregistre en un jour un album pour le label d'avant-garde jazz Futura Records, mais les déboires de celui-ci retardent la publication de l'album de près de deux ans, et le pressage se trouve limité à une dizaine d'exemplaires, ce qui en fera un album mythique de l'underground français,,. Le nom du groupe passe toutefois à la postérité grâce à sa présence dans la célèbre Nurse with Wound list. Dans les années 1990, il connaîtra néanmoins une série de rééditions hasardeuses, en 1994 sous le nom de Trixie Stapleton (une allusion à Steven Stapleton, le leader de Nurse With Wound), puis Se Taire pour une femme trop belle, avant d'être réédité à grande échelle en 2002 sous ce même nom par le label Fractal Records,.